# Ferrierite-Mg
La ferrierite-Mg è un minerale.

## Etimologia
Il nome è in onore dell'ingegnere minerario e geologo canadese Walter Frederick Ferrier (1865-1950).